# Vějíř lady Windermerové
Vějíř lady Windermerové (v originále Lady Windermere's Fan) je divadelní hra irského dramatika Oscara Wilda z roku 1892. Jedná se o sociální komedii napsanou na zakázku pro George Alexandera. Hlavními motivy jsou kritika morálky viktoriánské vyšší společnosti a manželství. 

## Popis a charakteristika díla
Vějíř lady Windermerové je významnou kritikou vyšší společnosti a jejích mravů, hlavně v manželství. To se často projevuje v dialozích postav, které si například přejí, aby se jejich manžel zamiloval na chvíli do jiné ženy, aby je nechal chvíli na pokoji. Hra je považována za první úspěšné sociální drama. Jako v dalších Wildových dílech se zde hojně vyskytuje satira a dandismus (vyjádřen postavou lorda Darlingtona). Wildovy dialogy jsou svižné, vtipné a rázné. Velmi často obsahují více či méně skryté narážky na tehdejší společnost a její hodnoty, což je pro Wildovo dílo typické.

## Děj
Hra se odehrává po dobu 24 hodin v Londýně na konci 19. století. Hlavní postavy patří k londýnské vyšší společnosti. Příběh se soustředí na lady Windermerovou, šťastně vdanou ženu. Její společník lord Darlington o ni však přesto projevuje zájem, který ale lady razantně odmítá. Naopak o jejím manželovi je obecně známo, že se stýká s ženou pochybných mravů a dokonce ji i finančně podporuje. Lady Windermerová pořádá ples, na který odmítne pozvat lady Erlynne, přítelkyni jejího manžela, protože by pošpinila pověst jejich plesů. Lord Windermere ji ale přesto pozve. Manželka ho obviní z toho, že ji s lady Erlynne podvádí. Pravda je však taková, že lady Erlynne je matka lady Windermerové. Lady Erlynne si na plese všichni oblíbili, lady Windermerová toto ponížení ale nemohla snést. Zanechala proto dopis manželovi a utekla s lordem Darlingtonem, který jí vyznal svoje city. Ještě před útěkem ji však zastaví lady Erlynne, která před lety udělala tu samou chybu a ztratila kvůli tomu všechno. Když lady Windermerová odchází z domu lorda Darlingtona, zapomene si svůj vějíř. Aby očistila svou dceru, lady Erlynne řekne, že na lorda Darlingtona čekala ona a vějíř si nejspíš zaměnila. Tím si ovšem znovu zničí pověst. Lady Windermerová se jí zastává, ale po krátkém rozhovoru s lady Erlynne zjišťuje, že má v plánu opustit město. Je ale šťastná, že o ní dcera již smýšlí dobře, i když nezná pravdu. Navíc se lady Windermerová naučila nerozdělovat lidi na čistě dobré a špatné.

## Postavy
- Lady Windermerová – hlavní hrdinka díla. Je známá pro svou zásadovost a úroveň. Přikládá velkou váhu své pověsti i pověsti ostatních a soudí podle ní ostatní lidi.
- Lord Windermere – manžel lady Windermerové. Jeho pověst je neprávem pokřivena stýkáním s lady Erlynne, ženou pochybných mravů.
- Lady Erlynne – žena pochybných mravů, se kterou se potají stýká lord Windermere. Společnost si i přes svou špatnou pověst získá svým šarmem. Svou očištěnou pověst však musí záhy obětovat.
- Lord Darlington – společník a ctitel lady Windermerové. Dandy, který se svým šarmem snaží získat přízeň lady Windermerové. [4]